# Ziller
Ziller er en højre biflod til Inn i den østrigske delstat Tyrol. Floden, der flyder gennem Zillertal, er 47 km lang og udspringer ved Zillertaler Hauptkamm i Zillertaler Alperne, hvor den leverer kraft til kraftværket Speicher Zillergründl. Ved Mayerhofen munder Zemmbach ud i Ziller, og ved Zell am Ziller den floden Gerlosbach og den udmunder i Inn ved Strass im Zillertal.
Floden er op til 20 meter bred og 2 meter dyb og har en vandgennemstrømning på 43,1 m³/s. Af historiske årsager danner Ziller på størsteparten af strækningen grænsen mellem bispedømmet Innsbruck og ærkebiskedømmet Salzburg.
Floden har en god bestand af bæk- og regnbueørred samt stalling.
47°24′25″N 11°50′14″Ø / 47.4069°N 11.8371°Ø